# Vrijstaat Anhalt
De Vrijstaat Anhalt (Duits: Freistaat Anhalt) was een deelstaat van de Weimarrepubliek en later nazi-Duitsland die bestond van 1918 tot 1945.
De republiek ontstond tijdens de Novemberrevolutie toen op 12 november 1918 de laatste hertog van Anhalt, Joachim Ernst, aftrad.
In 1933 hield de vrijstaat de facto op te bestaan toen het een deel werd van Maagdenburg-Anhalt. In 1945, na de Tweede Wereldoorlog en de Sovjet-bezetting werd het samen met de Pruisische provincie Saksen samengevoegd tot Saksen-Anhalt.

## Ministers-presidenten
- 1918-1919: Wolfgang Heine (SPD)
- 1919-1924: Heinrich Deist (SPD)
- 1924-1924: Willy Knorr (DNVP)
- 1924-1932: Heinrich Deist (opnieuw)
- 1932-1940: Alfred Freyberg (NSDAP)
- 1940-1945: Rudolf Jordan

## Rijksstadhouders van Anhalt en Brunswijk
- 1933-1935: Wilhelm Loeper
- 1935-1937: Fritz Sauckel
- 1937-1945: Rudolf Jordan